# Expertenversammlung
Die Expertenversammlung (persisch مجلس مؤسسان, DMG maǧles-e moʾassesān) war ein Organ der Iranischen Revolution und hatte die Aufgabe, die neue Verfassung der Islamischen Republik Iran auszuarbeiten. Die Wahl der Expertenversammlung fand am 3. August 1979 statt. Sowohl die Nationale Front als auch zahlreiche andere politische Gruppierungen protestierten gegen die Wahl, da die Namen ihrer Kandidaten nicht auf die Wahlzettel gedruckt worden waren. Die Versammlung trat trotz der massiven Proteste am 19. August 1979 das erste Mal zusammen, am 15. November 1979 wurde die neue Verfassung beschlossen.

## Vorgeschichte
Ruhollah Chomeini hatte bereits im französischen Exil in Neauphle-le-Château einen Verfassungsentwurf vorbereiten lassen. Seine neue iranische Verfassung war aus der Konstitutionellen Revolution hervorgegangenen Verfassung des Iran vom 30. Dezember 1906 und der Verfassung der Fünften Französischen Republik zusammengesetzt.
Am 2. Februar 1979 verkündete Chomeini: 

„Ich werde eine islamische Regierung bilden und eine bereits ausgearbeitete, aber noch nicht veröffentlichte Verfassung für eine islamische Republik dem Volk in einem Referendum vorlegen.“

 Der erste Übergangs-Premierminister des Iran, Mehdi Bāzargān, wurde später von Chomeini beauftragt parallel dazu eine Verfassung auszuarbeiten. Chomeini lehnte diesen Entwurf allerdings ab und wollte einen nur aus Klerikern bestehenden Expertenrat, der die neue Verfassung ausarbeiten solle.

## Referendum und Wahlgesetz
Nach dem Referendum im März 1979 und dem offiziellen Abstimmungsergebnis von 98,2 % für eine islamische Republik und gegen den Schah, gab es innerhalb der klerikalen Führungsgruppe auch gemäßigte Kräfte, die sich für eine verfassungsgebende Versammlung aussprachen. Ruhollah Chomeinis strenge Haltung zur Velayat-e faqih (Herrschaft des obersten Rechtsgelehrten) sah dagegen keine von allen politisch und sozialen Gruppierungen getragene Verfassung vor.
Um halbwegs einen Ausgleich herbeizuführen, wurden laut Wahlgesetz vom 30. Juni 1979 die Mitglieder der Expertenversammlung zwar gewählt, die Qualifikationsanforderungen für eine Kandidatur konnten jedoch nur von islamischen Rechts- bzw. Religionsgelehrten erfüllt werden. Spätestens mit der Verkündung dieses Wahlgesetzes war die iranische Revolution, als eine Revolution aller Oppositionsbewegungen gescheitert. Ein von allen gesellschaftlichen Strömungen getragener Verfassungsentwurf konnte nun nicht mehr umgesetzt werden.

## Wahl und Arbeitsweise
Bei der Wahl am 3. August 1979 standen 428 islamische Rechtsgelehrte zur Wahl, die vorher von den politischen und religiösen Gruppen nominiert wurden, die wiederum nur vom Revolutionsrat, einem inneren Zirkel um Chomeini, zugelassen werden konnten. Ajatollah Mahmud Taleghani wurde Vorsitzender; die von Mohammad Beheschti geführte Islamisch-Republikanische Partei (IRP) errang 60 der 73 Sitze.
Die 73 Mitglieder der Expertenversammlung traten erstmals am 19. August 1979 zusammen um innerhalb von 31 Tagen eine Verfassung auszuarbeiten und vorzulegen. Bereits am 12. September 1979 beschloss die Expertenversammlung das Grundprinzip der iranischen Verfassung mit der Herrschaft der Religionsgelehrten. Faktisch eine Bestätigung und komplette Übernahme des Verfassungsentwurfs, den Chomeini bereits im französischen Exil hatte vorbereiten lassen. Streitpunkt war nur die Stellung des Präsidenten. 53 der 73 Mitglieder der Expertenversammlung stimmten am 15. November 1979 für den Verfassungsentwurf bei 8 Gegenstimmen, 4 Enthaltungen und 8 ungültigen Stimmen.

## Ende
Mit der Bestätigung der Verfassung durch das Referendum am 3. Dezember 1979
endete die Arbeit der Expertenversammlung. Das Ergebnis des Referendums vom 30. März 1979 mit 98,2 % Zustimmung, wurde von der Expertenversammlung in Art. 1 der iranischen Verfassung aufgenommen um die Legitimation für eine islamische Republik zu bestätigen. Die Verfassung wurde am 3. Dezember 1979 nach offiziellen Angaben mit ebenso hoher Zustimmung angenommen. Inoffizielle Berichte gehen von einem Wahlboykott bei der nur ein Drittel aller Wahlberechtigten wählten und einer Zustimmung von ca. 60 % aus.